# Battaglia di Moncontour
La battaglia di Moncontour (3 ottobre 1569) ebbe luogo a Moncontour nell'ambito delle Guerre di religione francesi e vide fronteggiarsi le truppe ugonotte al comando dell'ammiraglio Gaspard de Coligny e quelle del re Carlo IX al comando del fratello stesso del re, il duca di Angiò e futuro re Enrico III. La vittoria arrise alle truppe realiste.

## Campagna militare prima della battaglia
L'ammiraglio de Coligny proveniente da sud aveva posto l'assedio alla città di Poitiers.
Dopo sette settimane di assedio, quando ormai la città stava per essere conquistata, Coligny dovette andarsene a causa del sopraggiungere dell'armata reale che lo intercettò presso la città di Moncontour.

## Svolgimento della battaglia
Le truppe mercenarie dell'armata protestante, prive del soldo pattuito, si rifiutarono di combattere. Indebolita, l'armata protestante fu severamente sconfitta.
Secondo gli storici del tempo l'assalto fu di breve durata ma molto sanguinoso e da parte protestante si contarono dai 6 000 ed i 10 000 fra morti e prigionieri, mentre le perdite nelle schiere dei realisti cattolici le perdite non superarono le 600 unità
Come al termine della precedente battaglia di La Roche-l'Abeille (25 giugno 1569) i protestanti avevano massacrato i loro prigionieri, questa volta fecero altrettanto i vincitori cattolici, benché Enrico d'Angiò fosse riuscito a salvare alcuni gentiluomini francesi.
Coligny, ferito, riuscì a fuggire verso sud e ricongiungendo le sue forze residue ad altri eserciti ribelli in Linguadoca ricostituì la sua armata.